# Strychnos ramentifera
Strychnos ramentifera là một loài thực vật có hoa trong họ Mã tiền. Loài này được Ducke miêu tả khoa học đầu tiên năm 1932.